# MIS-X
MIS-X (Military Intelligence Service –X) var en tophemmelig amerikansk organisation der under 2. verdenskrig i første omgang skulle hjælpe amerikanske flyvere ud af tysk fangenskab. Af praktiske grunde blev engelske flyvere også hjulpet.
Via Røde Kors breve blev der sendt hemmelige koder til MIS-X.
Nogle af de bedst begavede amerikanske krigsflyvere, fik nøglen, hvis de blev taget til fange af Nazi-Tyskland. Via Røde Kors breve fra krigsfanger blev der sendt hemmerlige koder. Datoen i brevet var en del af nøglen. Krigsfangerne kunne skrive til pårørende. Meddelelsen gik ud på, at i  brevet var der systematisk via koden lagt ord ind, der var en del af meddelesen. MIS-X opsnappede brevene, læste og forstod meldingen. De intetanende pårørende anede ikke at MIS-X havde læst brevene fra Røde Kors.
BBC sendte udsendelser hvor enstavelssord var prik, og tostavelsesord var streg. Det var morsetegn. Ud over at man kunne høre til BBC fik man meddeleser igennem fra omverden. Stalag Luft havde flere numre. 
Stalag Luft III ved Żagań i Polen blev mest kendt for den store flugt. Selve flugten bandt mange tyske soldater i at fange de undvegne krigsfanger. Via indsmuglede kameraer, blev mange af fangevogterne fotograferet. Disse billeder blev benyttet under Nürnbergprocessen.

## Eksterne kilder og henvisninger
- MIS-X: The U.S. Escape and Evasion Experts.
- Stalag Luft III.
- MIS-X: Secret Escape Aids for American POW´s